# Lori Petty
Lori Petty (Chattanooga, Tennessee, 14. listopada 1963.), američka je filmska i televizijska glumica.

## Životopis
Lori djetinjstvo provodi putujući SAD-om s ocem koji je bio svećenik pentekostalnog pokreta. U New Yorku je uzimala sate glume nakon što je odustala da se bavi grafičkim dizajnom. U Los Angelesu počinje glumiti u osrednjim televizijskom emisijama, a malo veću pozornost stekla je u seriji Booker gdje je glumila Suzanne Dunne. Zatim se pojavljuje kao sporedna glumica u nekoliko filmova, Cadillac Man (1990.) s Robinom Williamsom i Pakleni val s Patrickom Swayzeom i Keanuom Reevesom.
Značajniju ulogu imala je u filmu A League of Their Own (1992.) gdje je glumila zajedno s Tomom Hanksom i Geenaom Davis. Glumila je u različitim žanrovskim stilovima. U obiteljskom filmu Moj prijatelj Willy (1993.) glumila je životinjskog trenera, u komediji In the Army Now (1994.) pojavljuje se u ulozi Christine Jones, a ženskog detektiva glumi u filmu The Glass Shield Poster (1994.). jednu od glavnih uloga ima u glazbenom filmu Prey for Rock & Roll (2003.).

## Vanjske poveznice
- Službena stranica